# Hampton by Hilton
Hampton by Hilton, anteriormente —y todavía llamado comúnmente— Hampton Inn o Hampton Inn & Suites, es una cadena estadounidense de hoteles con la marca registrada Hilton Worldwide. La marca de hoteles Hampton es una cadena de hoteles de precios moderados, económicos y de escala media con servicios limitados e instalaciones limitadas para alimentos y bebidas. La mayoría de los hoteles de Hampton son propiedad independiente y están operados por franquiciados, aunque algunos son administrados por Hilton. Hampton by Hilton es una de las franquicias hoteleras más grandes de los Estados Unidos. A marzo de 2024, la franquicia Hampton incluye 3000 hoteles en 40 países y territorios.

## Historia

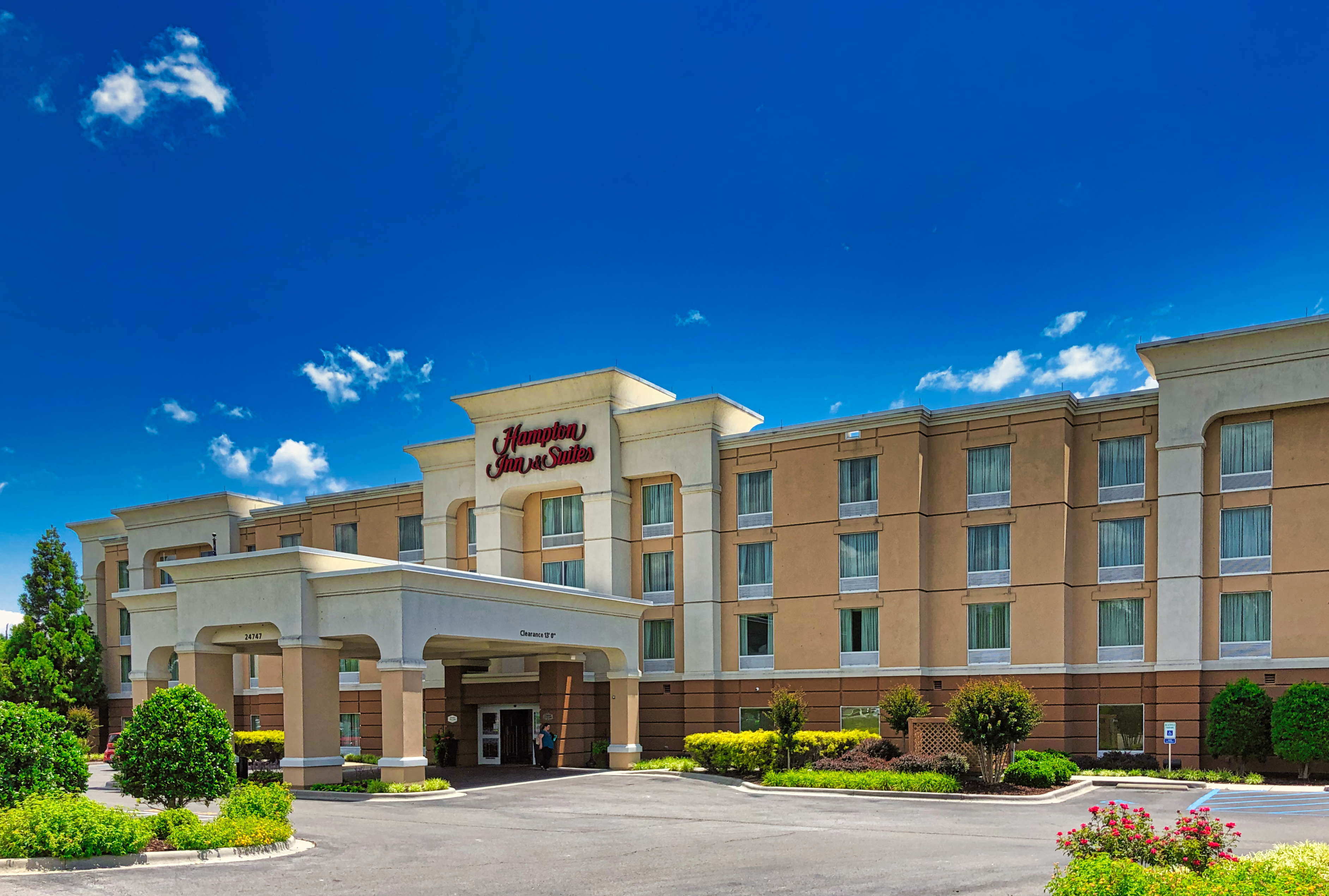
Hampton Inn & Suites en Scottsboro.

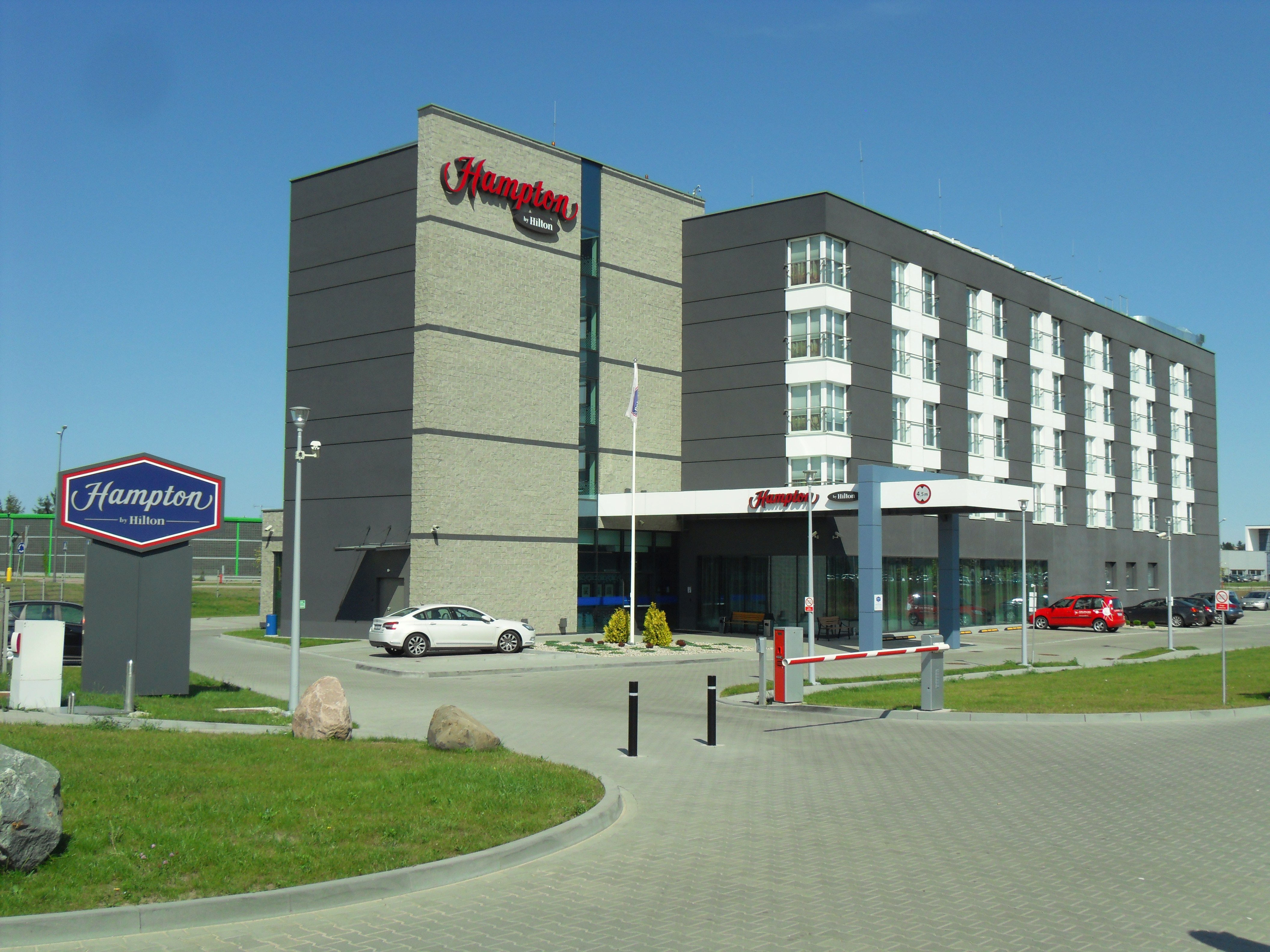
Hampton by Hilton en Gdansk.

### Fundación y primeros años
La cadena hotelera fue fundada por Holiday Corporation en 1984 como Hampton Inn, un hotel económico. Su primer hotel fue un edificio de dos pisos con entrada exterior y 128 habitaciones ubicado en Memphis, Tennessee. A finales de 1989, después de algunas dificultades financieras, Holiday Corporation se preparó para vender sus hoteles distintivos Holiday Inn y fundó el holding Promus Hotel Corporation, que incluía Hampton Inn, Embassy Suites y Homewood Suites. Con este cambio, Promus reinvirtió en la marca Hampton Inn y comenzó su cambio de un hotel económico a un hotel de servicio limitado del mercado medio para competir con su marca anterior recién vendida. La cadena hotelera fue la primera entre los hoteles de precio medio en ofrecer desayuno continental gratuito, y la primera en introducir la «garantía de satisfacción del 100 por ciento». En 1990, la cadena Hampton Inn incluía más de 220 propiedades con más de 27.000 habitaciones. Hampton Inn and Suites se introdujo en 1995 y ofrecía habitaciones de hotel estilo suite de dos habitaciones con sala de estar y cocina.
En 1999, Hilton Worldwide compró Promus Hotel Corporation por 3700 millones de dólares.

### Desarrollo desde 2000
En 2004, como parte de la iniciativa «Make it Hampton» de 100 millones de dólares, Hampton comenzó a mejorar sus hoteles, incluida la producción de un reloj despertador que incluía una alarma fácil de configurar y una conexión para un reproductor de mp3. Otros cambios realizados durante la actualización fueron el cambio a ropa de cama blanca, agregando alimentos calientes a las opciones de desayuno continental e Internet de alta velocidad gratis en las habitaciones. En 2012, bajo la iniciativa «Perfect Mix», la compañía completó mejoras en los lobbys de sus hoteles agregando más espacio social. Hampton continuó renovando sus espacios con una campaña introducida en 2013, dirigida a una clientela más joven que incluía mini refrigeradores en las habitaciones, nuevas mesitas de noche con acceso eléctrico, baños renovados y exteriores de hotel renovados. Hampton by Hilton se ubicó entre los cinco primeros en la Entrepreneur Franchise 500 entre 2010 y 2015.
Hampton se encuentra en el segmento de alojamiento económico y de escala media, diseñado para competir con otras marcas de servicios limitados como Fairfield Inn by Marriott, Holiday Inn Express y Comfort Inn / Comfort Suites.
En 2020, el Departamento de Seguridad Nacional de los Estados Unidos utilizó tres ubicaciones de Hampton Inn para albergar a más de 100 niños refugiados antes de su expulsión.

## Ubicaciones
A diciembre de 2019, Hampton by Hilton incluye 2544 hoteles en 30 países y territorios con 266 933 habitaciones, incluidos 72 administrados con 10 061 habitaciones y 2472 franquiciados con 256 872 habitaciones. 2231 de las propiedades de Hampton están ubicadas en EE. UU. con 220 174 habitaciones, incluidas 38 administradas con 4697 habitaciones y 2193 franquiciadas con 215 477 habitaciones. La primera ubicación internacional de la marca se abrió en Niagara Falls (Ontario), en 1993.
A partir de mayo de 2007, la marca comenzó a operar como Hampton by Hilton exclusivamente en el extranjero en sus ubicaciones de Canadá y América Latina. En 2009, se instaló el primer letrero «Hampton by Hilton» en el Reino Unido con la apertura de la primera ubicación europea de la marca. La marca continuó operando internacionalmente como Hampton by Hilton hasta 2015, cuando Hilton anunció que las marcas oficiales de Embassy Suites y Hampton incluirían «by Hilton» en todas sus ubicaciones.
En octubre de 2014, la marca Hampton by Hilton se lanzó en China a través de un acuerdo de licencia con Plateno Hotels Group. El primero de los 400 hoteles chinos Hampton abrió sus puertas en 2015. Un acuerdo similar con el grupo Wasl Asset Management traerá Hampton by Hilton a Dubái.